# Kraterkæde
En kraterkæde er en linje of kratere på overfladen af et astronomisk legeme. Benævnelsen for kraterkæder er catena (flertal catenae), hvilket er fastsat i den Internationale Astronomiske Unions regler for planetnomenklatur.
Disse kraterkæder menes at være skabt ved nedslag af et legeme, som tidevandskræfter brød op i mange mindre stykker, som fulgte nogenlunde samme bane. En anden mulighed er, at de er opstået som følge af vulkansk aktivitet i en kløft. Et eksempel på nedslagsmodellen sås ske ved nedslaget af kometen Shoemaker-Levy 9 på Jupiter. Under Voyager-missionerne til planeten, identificerede astronomerne tretten kraterkæder på månen Callisto og tre på Ganymedes.
Kraterkæder på Månen ses ofte stråle væk fra større kratere og menes derfor enten at være skabt ved sekundære nedslag af udkastet materiale fra disse større kratere eller ved vulkanudbrud langs en kløft.